# Blue Devils
De Blue Devils is een honkbal- en softbalvereniging uit Meppel.

## Geschiedenis
In de jaren zestig werkten er in en rondom Meppel een aantal Amerikanen die samen met Nederlanders van de plaatselijke voetbalvereniging MSC die de sport kenden en het honkbal introduceerden in Meppel. Dit leidde in 1965 tot de oprichting van de vereniging The Blue Devils. Een aanvankelijk onderkomen en samenwerking op het sportpark Ezinge werd gevonden en later in 1968 met de voetbalvereniging Alcides waar men in de zomer van de velden gebruik kon maken voor de wedstrijden. In 1973 werd de softbalafdeling opgericht voor dames en in 1979 voor heren. En sinds 1986 was er ook een Jeu de Boules afdeling. In 1975 verhuisde de vereniging naar het nieuwe sportpark de Koedijkslanden waar pas in 1982 een clubhuis en een gecombineerd honkbal/softbalveld ter beschikking kwam. In 2006 verhuisde de vereniging nogmaals, nu naar een compleet nieuw aangelegd balpark met een apart honk- en softbalveld. Op het softbalveld is goedgekeurde verlichting voor het spelen van avondwedstrijden. Op het honkbalveld is binnenveld verlichting voor de avondtrainingen. Eind 2014 werd het Heren 1 team gepromoveerd naar de overgangsklasse (de op een na hoogste klasse van het Nederlandse honkbal) waardoor Blue Devils het hoogst spelende honkbalteam van Noord en Oost Nederland werd.

## Vereniging
De vereniging speelt op het nieuwe Sportpark Koedijkslanden in Meppel waar men twee velden tot zijn beschikking heeft en een clubhuis van twee verdiepingen. De vereniging telt twee seniorenherenhonkbalteams, een juniorenteam, een aspirantenteam en een pupillenteam. Het eerste honkbalteam komt uit in de eerste klasse. Tevens is er een herenseniorensoftbalteam wat in de tweede klasse acteert. En er is een seniorensoftbalteam dames. Het eerste damessoftbalteam komt uit in de vierde klasse. Verder is er een Beebal afdeling en een recreanten team.